# O miłości...
O miłości... – album Violetty Villas wydany w 1968 roku w Stanach Zjednoczonych. Album nagrano dla polonijnego Domu Kultury. Villas nie dostała gaży za nagranie tej płyty. Album najprawdopodobniej nagrano w 1966 lub 1967 roku, błędnie podaje się daty 1969 i 1970 rok, gdyż albumy wydane przez Melodię z bliskim numerem katalogowym są klasyfikowane na przełom 1966 a 1967 roku.

## Lista utworów
Strona A
| 1. | Szczęście                    | 3:04  |
|    |                              |       |
| 2. | Miłość, to ty i ja           | 4:50  |
|    |                              |       |
| 3. | Jedno słowo matka            | 4:17  |
|    |                              |       |
| 4. | Port, w którym nie ma mew... | 3:36  |
|    |                              |       |
|    |                              | 15:47 |
|    |                              |       |
Strona B
| 1. | Tatusiu                                                   | 4:01  |
|    |                                                           |       |
| 2. | Powrócisz tu (muz. Piotr Figiel, sł. Janusz Kondratowicz) | 4:04  |
|    |                                                           |       |
| 3. | Jak w serenadzie                                          | 4:07  |
|    |                                                           |       |
| 4. | O radę serca zapytaj                                      | 4:05  |
|    |                                                           |       |
|    |                                                           | 16:17 |
|    |                                                           |       |